# ASR-300
ASR-300 —  бесшумная снайперская самозарядная винтовка производства армянской компании «Aspar Arms», принятая на вооружение Службы Национальной Безопасности Армении и Вооружённых сил Республики Армения.

## История
Представленная в Армении на военных командно-штабных учениях "Ардзаганк 2013" в октябре 2013 года снайперская винтовка ASR-300 имеет газоотводную автоматику. Винтовка предназначена для ведения точного бесшумного огня из скрытых позиций, с целью уничтожения живой силы и легкобронированной техники противника (для последней применяются бронебойные патроны собственного производства).
На винтовках установлены планки Пикатинни для оптических и коллиматорных прицелов, а так же иных устройств. Винтовка использует патрон 7,62х35 мм с дозвуковой пулей. Оснащается глушителем и регулируемым прикладом. Последний при необходимости может складываться влево, прилегая к ствольной коробке. Общая длина винтовки с разложенным прикладом и глушителем достигает 950 мм. При складывании приклада она уменьшается до 670 мм.

## Основные характеристики
- Масса: 4,5 кг.
- Длина: 670/950 мм. (со сложенным прикладом)
- Калибр: 7,62 мм.
- Патрон: 7,62×35 мм
- Начальная скорость полёта пули: 320 м/с.
- Прицельная дальность: 600 м.
- Вид боепитания: коробчатый магазин на 7 или 10 патронов

## Варианты
- ASR-300 version II
- ASR-300C — от базовой версии эта винтовка отличается стволом большей длины и жестко зафиксированным регулируемым прикладом. Ствол длиной 450 мм обеспечивает начальную скорость пули на уровне 700 м/с. Большая начальная скорость пули говорит о большей эффективной дальности стрельбы, однако официальные данные на этот счет отсутствуют. Для снижения громкости выстрела на винтовку ASR 300С может устанавливаться глушитель.

## Страны-эксплуатанты
Армения